# Kratzeroda
Kratzeroda ist eine Kleinsiedlung im Wartburgkreis, sie gehört zum Stadtteil Herda der Stadt Werra-Suhl-Tal in Thüringen. Im Ortsteil wohnen 9 Einwohner.

## Lage
Der in einem schmalen Seitental am Südrand des Böller liegende Ort befindet sich etwa zwei Kilometer vom Ort Herda entfernt, die Anbindung an das Straßennetz erfolgt von der Landesstraße 1020 über einen Wirtschaftsweg, der von der Ortsverbindungsstraße Herda - Gerstungen aus zu erreichen ist.

## Geschichte
Am 20. Januar 1394 wurde der Weiler erstmals urkundlich genannt.
Der Ort Kratzeroda zählt zu den letzten Rodungssiedlungen im Raum Gerstungen. In der Ortschronik von Herda wird ein Mönch Erkenbert Craz erwähnt, der dem Kloster Hersfeld diente. Craz wies Bauern an, in diesem Seitental der Werra, das noch zum Amt Hausbreitenbach gehörte, einige Höfe zu gründen. Schon vor dem 16. Jahrhundert war das Tal verlassen, die Wüstung Kratzeroda ging in den Besitz der im Herdaer Schloss sitzen Adelssippe von Reckrodt über. Diese ließen Kratzeroda als Wirtschaftshof neu errichten, es entstanden bis zum 19. Jahrhundert drei Gehöfte, die nach dem Aussterben der Herren von Reckrodt (1703) von den Herren von Herda übernommen wurden. Eingepfarrt und eingeschult war Kratzeroda in Herda, Gerichtsort war Gerstungen. Bis zur Bodenreform bildeten die drei Gehöfte das Vorwerk Kratzeroda zum Herdaer Schloss. In der DDR-Zeit lag Kratzeroda im Grenzgebiet, das bis zum Ortsrand von Oberellen reichte, Besucher benötigten einen Passierschein. Die abgelegenen Höfe wurden an Neubauern vergeben, die alten, in traditioneller Fachwerkbauweise errichteten Gebäude wurden nach und nach baufällig, abgebrochen und durch Massivbauten ersetzt. Am 13. April 1962 wurde die Bahnstrecke Förtha–Gerstungen eingeweiht, die das bundesdeutsche Gebiet um Herleshausen umging. Der Bau dieser Bahnstrecke wurde aus strategischen Gründen notwendig und war mit enormen Kosten verbunden. Zwischen dem Werraübergang bei Gerstungen und Oberellen musste eine Verbindungsstraße und parallel dazu die eigentliche Bahntrasse in den Fels eingetieft werden. Der Rückbau der Eisenbahntrasse erfolgte Anfang der 1990er Jahre.
Heute befindet sich in Kratzeroda ein Geflügelhof und eine Ferienpension. Der Ort ist auch über ausgeschilderte Wanderwege zu erreichen, eine Abzweigung des Sallmannshäuser Rennsteigs führt dicht östlich am Ort vorbei.

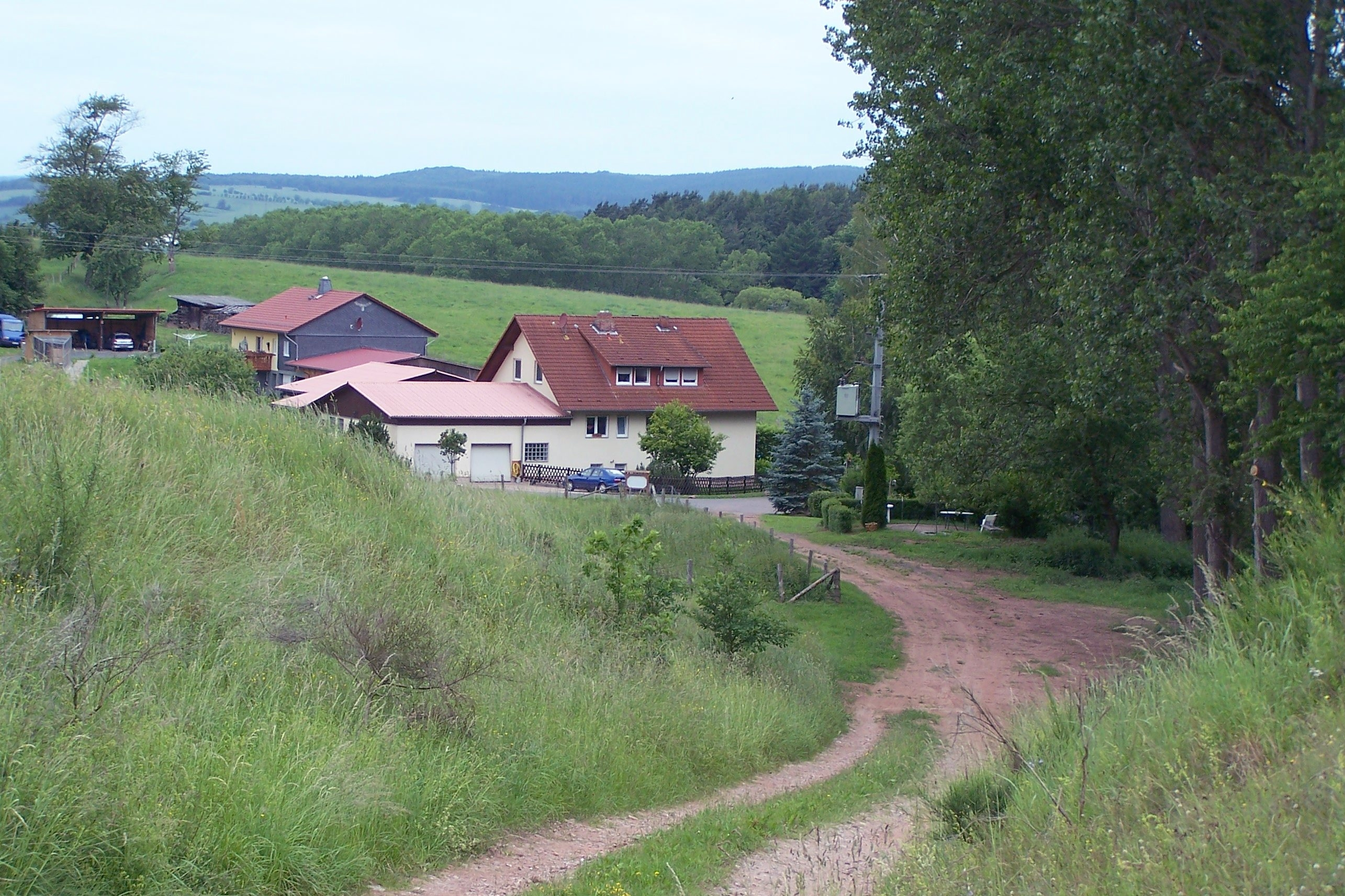
Ansicht von Norden
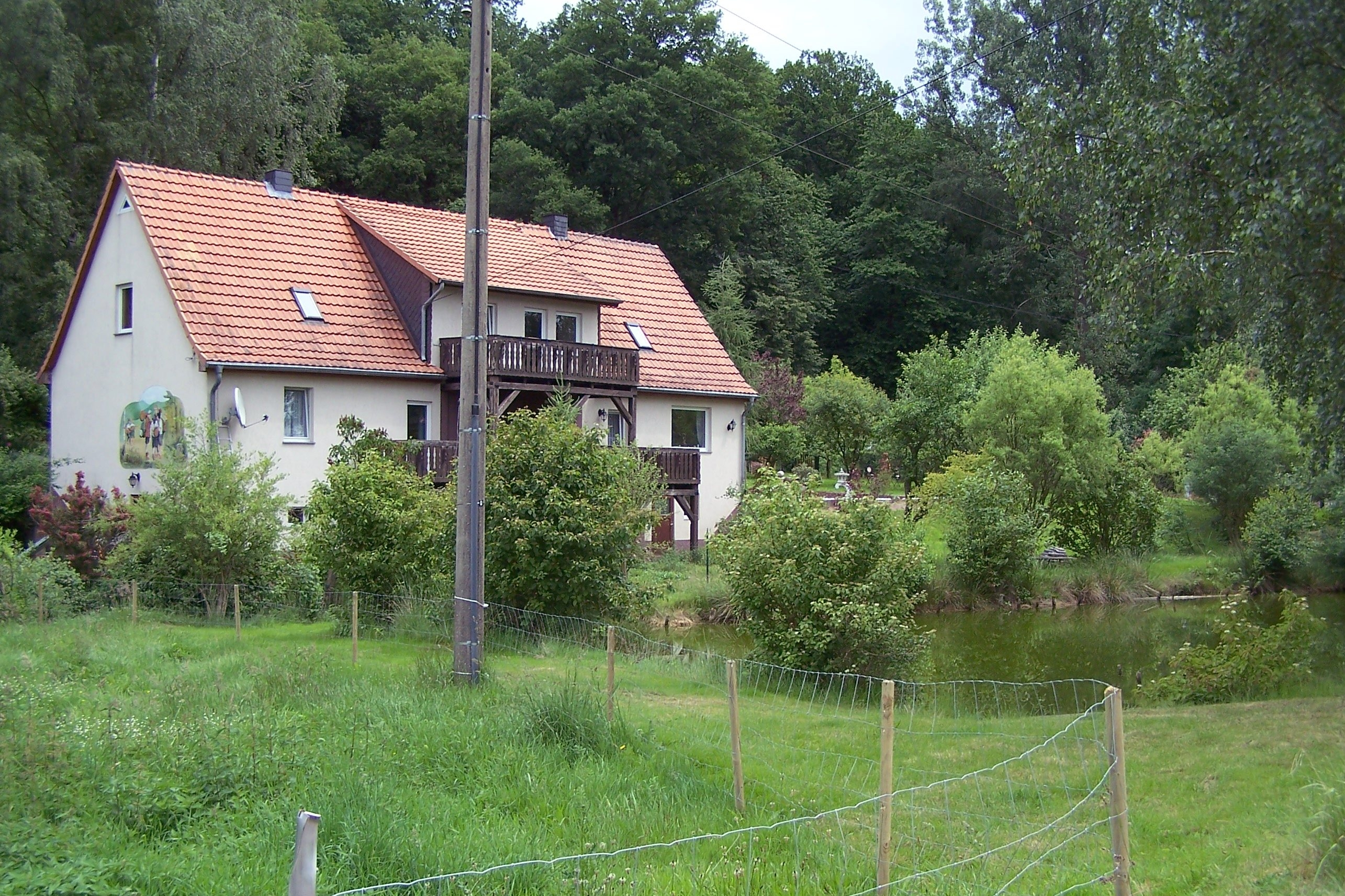
Ferienpension
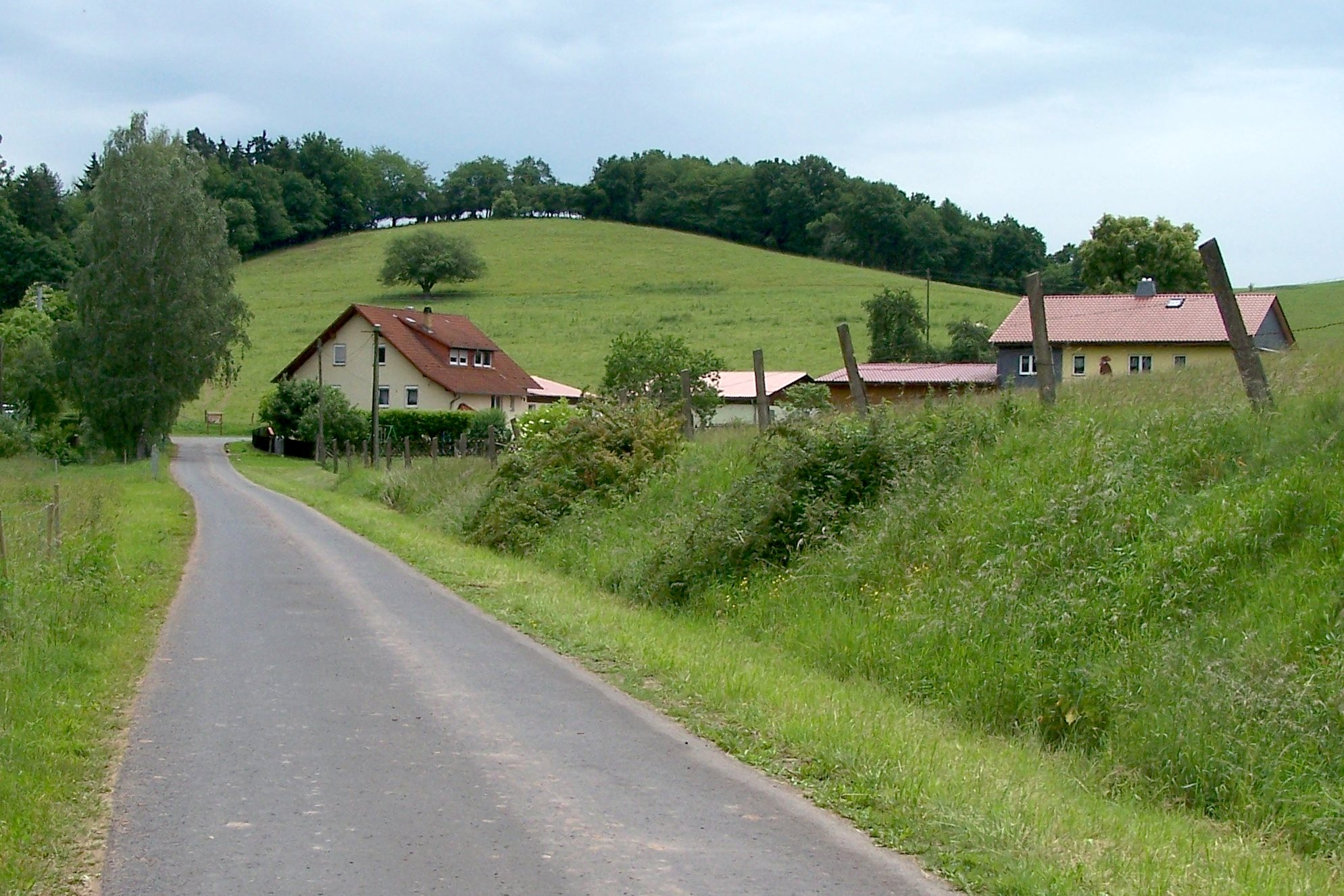
Teilansicht von Süden
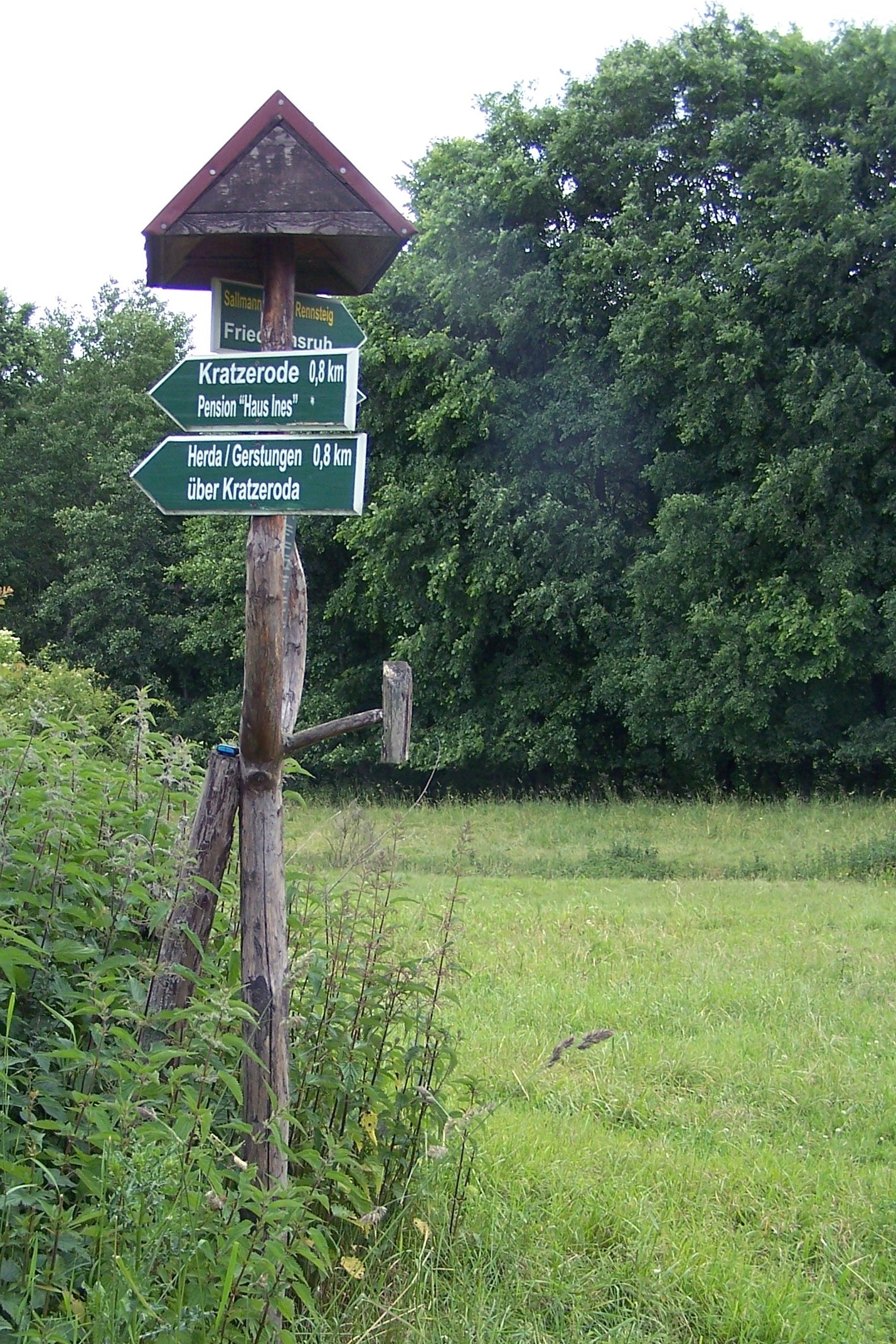
Am Sallmannshäuser Rennsteig